# Thrillville
Thrillville (del inglés thrill, "emoción)"; y ville, "villa") es un videojuego de simulación de parques temáticos de estilo original y futurista en 3D. Algunas de las ventajas que introduce este juego respecto a los anteriores, consiste en la posibilidad de poder participar tanto como visitante como dueño del parque. Incluye una amplia gama de minijuegos que tratan de mejorar la diversión y la calidad del modo en primera persona, además de la posibilidad de interactuar con otros visitantes para intercambiar opiniones.
Lucasarts publica la serie de "Thrillville".
El principal atractivo podríamos concretarlo en las posibilidades de construcción, que incluye saltos en paracaídas, mediante cañón, descensos inseguros y saltos fuera de raíles. Sin embargo, no alcanza el realismo ni la enorme variedad de montañas rusas de su principal predecesor, RollerCoaster Tycoon 3 y sus respectivas expansiones.
Existen versiones para PC, PlayStation 2, Xbox 360, Xbox, PSP, Wii y Nintendo DS.
Hay dos partes de la serie: "Thrillville" (el original) y 'Thrillville: Fuera de Control" (Off the Rails en inglés).

## Banda sonora
- Potential Breakup Song de Aly and AJ.
- Be Good to Me de Ashley Tisdale.
- Parklife de Blur.
- Heels Over Head de Boys Like Girls.
- One Original Thing de Cheyenne Kimball.
- We Used to Be Friends de The Dandy Warhols.
- Maureen de Fountains of Wayne.
- Right Where You Want Me de Jesse McCartney.
- My Baby performed by Lil' Romeo.
- Smile de Lily Allen.
- Good and Broken de Miley Cyrus.
- Everybody Wants de The Moog.
- Unwritten de Natasha Bedingfield.
- Do What You Want de Ok Go.
- Here It Goes Again de Ok Go.
- Feelin' So Fly de Tobymac.
- 4ever de The Veronicas.
- Anysound de The Vines.
- Ocean Avenue de Yellowcard.
- Sunshine Girl de Britt Nicole

## Parques
(15 en total)
- Thrillville Stunts: es el primer parque, con dos emplazamientos de Montaña Rusa Whoa!, tres zonas en obras y con un fondo desértico tipo Sahara.

- Saddlevile: situado a la izquierda de Thrillville Stunts, contiene tres zonas en obras, una montaña rusa Whoa! y un fondo de saloon del Salvaje Oeste.

- Battleville: basado en las batallas, contiene la atracción Squadron Ace y la montaña rusa Mine Ridge, tiene un fondo de tormenta y representaciones de soldados en movimiento.